# Estonie aux Jeux olympiques d'été de 1932
L'Estonie participe aux Jeux olympiques d'été de 1932 qui se déroulent du 30 juillet au 14 août 1932 à Los Angeles aux États-Unis. Il s'agit de sa quatrième participation à des Jeux d'été. La délégation estonienne est représentée par deux athlètes en Lutte et en Athlétisme. Osvald Käpp, sélectionné en lutte greco-romaine et en lutte libre est le porte-drapeau du pays lors des cérémonies d'ouverture et de clôture de ces Jeux qui ont lieu au sein du Los Angeles Memorial Coliseum.
L'Estonie fait partie des pays qui ne remportent pas de médaille au cours de cet évènement sportif dont le format est revu, passant à une durée moindre de seize jours.

## Athlétisme
Hommes
Courses
| Athlète       | Épreuve              | Séries   | Séries | Demi-finales | Demi-finales | Finale          | Finale |
| Athlète       | Épreuve              | Résultat | Rang   | Résultat     | Rang         | Résultat        | Rang   |
| ------------- | -------------------- | -------- | ------ | ------------ | ------------ | --------------- | ------ |
| Alfred Maasik | 50 kilomètres marche | NC       | NC     | NC           | NC           | 6 h 19 min 03 s | 10e    |

## Lutte
| Athlète             | Compétition    | Qualifications            | Qualifications         | Qualifications         | Qualifications      | Qualifications | Finale              | Finale |
| Athlète             | Compétition    | Tour 1                    | Tour 2                 | Tour 3                 | Tour 4              | Rang           | Finale              | Rang   |
| Athlète             | Compétition    | Adversaire Résultat       | Adversaire Résultat    | Adversaire Résultat    | Adversaire Résultat | Rang           | Adversaire Résultat | Rang   |
| ------------------- | -------------- | ------------------------- | ---------------------- | ---------------------- | ------------------- | -------------- | ------------------- | ------ |
| Lutte gréco-romaine |                |                           |                        |                        |                     |                |                     |        |
| Osvald Käpp         | Moins de 72 kg | Ercole Gallegati Victoire | Børge Jensen Victoire  | Ivar Johansson Défaite | /                   | 4              | /                   | /      |
| Lutte libre         |                |                           |                        |                        |                     |                |                     |        |
| Osvald Käpp         | Moins de 66 kg | Charles Pacôme Défaite    | Károly Kárpáti Défaite | /                      | /                   | 6              | /                   | /      |